# IndieWire
Indiewire (a volte stilizzato come indieWIRE o Indiewire) è un sito web fondato nel 1996, con notizie e recensioni riguardanti l'industria cinematografica e in particolare il cinema indipendente. A partire dal 2016, IndieWire è una sussidiaria di Penske Media. Ha uno staff di circa 20 persone, tra cui l'editore James Israel, l'editore capo Dana Harris, il critico capo Eric Kohn e il caporedattore Anne Thompson. Nel 2021 Eric Kohn è stato promosso vicepresidente per la strategia editoriale e il ruolo di critico capo è stato affidato a David Ehrlich.

## Storia

Il vecchio logo di Indiewire

La newsletter originaria di IndieWire è stata lanciata il 15 luglio 1996, definendosi "il servizio quotidiano di notizie per i film indipendenti". Seguendo le orme di varie iniziative editoriali basate sul Web e su AOL, IndieWire è stata lanciata come pubblicazione quotidiana gratuita via e-mail nell'estate del 1996 dai registi e scrittori di New York e Los Angeles Eugene Hernandez, Mark Rabinowitz, Cheri Barner, Roberto A. Quezada e Mark L. Feinsod.
Distribuito inizialmente a poche centinaia di abbonati, il numero di lettori è cresciuto rapidamente, superando i 6.000 alla fine del 1997.
Nel gennaio 1997, IndieWire ha fatto la sua prima apparizione al Sundance Film Festival per effettuare la copertura giornalistica dei festival cinematografici; offriva indieWIRE: On The Scene oltre alle notizie online.
Il sito è stato acquisito da Snagfilms nel luglio 2008. L'8 gennaio 2009, l'editore di IndieWire Eugene Hernandez annunciò che il sito avrebbe subito un rilancio e sarebbe stato "completamente reimmaginato". Nel 2011, con il lancio di una riprogettazione, il sito ha cambiato l'ortografia formale del suo nome da indieWIRE a IndieWire.
Penske Media ha acquisito IndieWire il 19 gennaio 2016. I termini finanziari dell'accordo non sono stati resi noti.